# ベンジャミン・ブリストウ

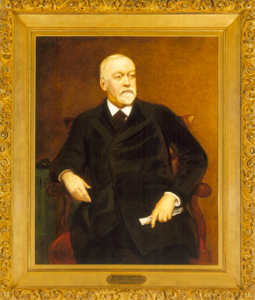
ベンジャミン・ブリストウ

ベンジャミン・ヘルム・ブリストウ（Benjamin Helm Bristow, 1832年6月20日 - 1896年6月22日）は、アメリカ合衆国の政治家。ユリシーズ・グラント大統領の下で訟務長官と財務長官を務めた。

## 生い立ちと初期の経歴
1832年、ブリストウはケンタッキー州エルクトンにおいて、フランシス・マリオン・ブリストウの息子として誕生した。ブリストウは1851年にペンシルベニア州のジェファーソン大学を卒業し、父親の下で法律を学んだ。そして1853年、ブリストウはケンタッキー州から弁護士の認可を受けると、弁護士業を開業した。

## 南北戦争から終戦まで
南北戦争が勃発すると、ブリストウは兵士として雇われ、中佐としてケンタッキー州第25歩兵を率いた。ブリストウはいくつかの戦いに参加し、シャイローの戦いで負傷し部隊を離れた。その後回復したブリストウは再び戦列に加わり、大佐としてケンタッキー州第8騎兵を統率した。
ブリストウは連合国准将ジョン・モーガンの拘束などの活躍を挙げ、任務を模範的にこなした。その後ブリストウは准将の地位を提示されたが、ケンタッキー州上院で活動するため1863年に軍を離れた。ブリストウは1865年まで州上院で活動した後、1866年までケンタッキー州地区の連邦検察官補佐を務めた。その後1866年から1870年まではルイビル地区の地方検察官を務めた。この間、連邦政府の公民権に関する法律を強化する活動を展開し、広く知られるようになった。

## アメリカ合衆国訟務長官
1870年、ブリストウは司法長官の任務軽減のため司法省に新たに設けられた訟務長官の地位に就任した。ブリストウは最高裁判所において憲法解釈を巡るいくつもの重要な議論を提起した。そして多くの有用な見解を発表し、連邦政府の法律に精通しているとの評判を勝ち取った。
ブリストウは1872年までその職を務めた後、テキサス太平洋鉄道の総合弁護士となるため司法省を離れた。
1873年、ユリシーズ・グラント大統領はジョージ・ヘンリー・ウィリアムズ司法長官を連邦最高裁長官に指名した。そして後任の司法長官としてブリストウの名を挙げたが、ウィリアムズの司法長官就任が議会によって棄却されたため、この話は消滅した。

## アメリカ合衆国財務長官
1874年、グラント大統領はブリストウを財務長官に指名した。ブリストウは効率の悪さを取り除くため第二財務監督官のポストを廃止し、特捜部隊の再編を図り、国税庁と関税局の徴収地区を統一した。また正貨支払いの再開、緑背紙幣の部分的廃止、公務員制度の改革を主張した。
ブリストウは2年の在任期間中、ウイスキー汚職事件について計253回の起訴を行った。この事件は、ウィスキーの蒸留過程から得られる税収の大部分が蒸留業者や税務官によって詐取された事件であり、ミズーリ州セントルイス、ウィスコンシン州ミルウォーキー、オハイオ州シンシナティなどの都市を中心に、1870年頃から6年にわたって繰り返し行われた。その総額はセントルイスだけでも250万ドル以上と推計されており、その一部は共和党の大統領選挙資金としても流用された。ブリストウはおよそ200万ドルを国庫に返却させることに成功したが、オービル・バブコックら大統領秘書についても容赦なく告発したことから、大統領との摩擦を生じさせた。そして1876年、ブリストウは財務長官を辞任した。

## 晩年
ブリストウは1876年の共和党大統領候補指名において最も著名な候補者であった。だがブリストウは立候補を辞退し、ラザフォード・ヘイズへの支持を表明した。
ヘイズが大統領に当選すると、ヘイズはブリストウに閣僚のポストと合衆国最高裁判所のポストを提示した。だがブリストウはアメリカ弁護士協会や公務員制度改革協会を設立に専念するため、ヘイズの提示を断った。
1878年、ブリストウはニューヨーク市で弁護士業を再開した。そして1896年、ブリストウは同市内で死去した。